# Mohamed Mounir
Mohamed Mounir (tiếng Ả Rập: محمد منير; sinh ngày 10 tháng 10 năm 1954) là một ca sĩ và diễn viên người Ai Cập với sự nghiệp âm nhạc trải dài qua hơn bốn thập kỷ. Ông đã kết hợp nhiều thể loại âm nhạc khác nhau vào các sáng tác của mình, bao gồm cả nhạc cổ điển Ai Cập, nhạc Nubia, nhạc blues, nhạc jazz và reggae. Lời nhạc của ông cũng gây được sự chú ý bởi đề cập đến nội dung triết học lẫn chính trị và thậm chí là cả tâm linh. Ông đã được người hâm mộ trìu mến gọi là "The King" theo tên album cũng như vở kịch của ông "El Malek Howwa El Malek". Gia đình của Mounir đến từ vùng Nubia ở phía nam Aswan, Ai Cập.